# 152188 Morricone
152188 Morricone este o planetă minoră (asteroid) din centura de asteroizi. A fost descoperită pe 27 august 2005 la osservatorio astronomico di Campo Catino⁠(d) de Franco Mallia⁠(d) și a fost numită după Ennio Morricone. 
Obiectul prezintă o orbită caracterizată de o semiaxă mare de 2,558922836169 UAi, o excentricitate de 0,18, o înclinație de 14,8 ° în raport cu ecliptica.